# Benetice (Světlá nad Sázavou)
Benetice is een klein dorp in Tsjechië, ongeveer vier kilometer ten noordwesten van het stadje Světlá nad Sázavou. Het dorp telt 31 huizen.

## Geschiedenis
Het dorp wordt voor het eerst genoemd in bronnen uit het jaar 1375. Hierin draagt het dorp nog de naam Beneczicze. In 1787 kreeg het dorp zijn huidige naam. In 1850 vormde het dorp officieel een gemeenschap binnen het district. In 1980 werd het dorp onderdeel van de gemeente Světlá nad Sázavou.
Er was ooit een glasfabriek in Benetice. Deze is inmiddels gesloten, maar enkele van de lokale plaatsnamen herinneren nog steeds aan deze fabriek, zoals Na sušírnách of Sklárenský rybník. Er is een recreatiecamping, eveneens Benetice geheten. Deze werd gebruikt als pionierskamp voor jonge mensen uit Hongarije, Polen en Duitsland.
In het centrum van het dorp staat een lindeboom die daar in 1945 werd geplant.
Het kasteel Lipnice kan worden gezien vanuit Benetice.

## Geografie
Benetice ligt ten westen van de voet van de Žebrákovský kopec (601 meter) in de bossen van de Českomoravská vrchovina.
Nabijgelegen plaatsen zijn Svatojanské Hutě en Opatovice in het noorden, Horni Březinka in het oosten, Dolni Březinka in het zuidoosten, Pavlikov in het zuidwesten en Pavlov in het noordwesten.

## Foto's

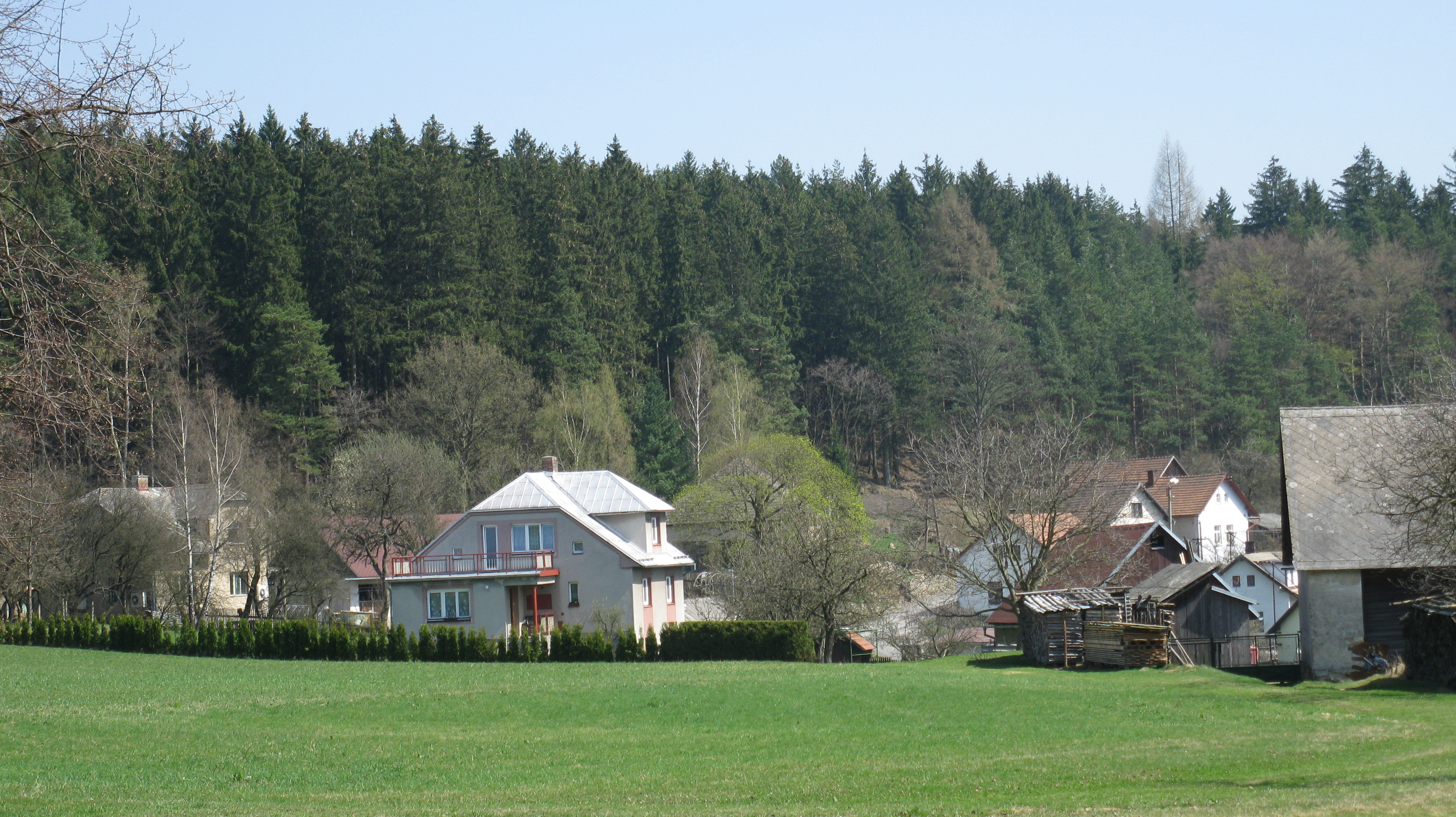
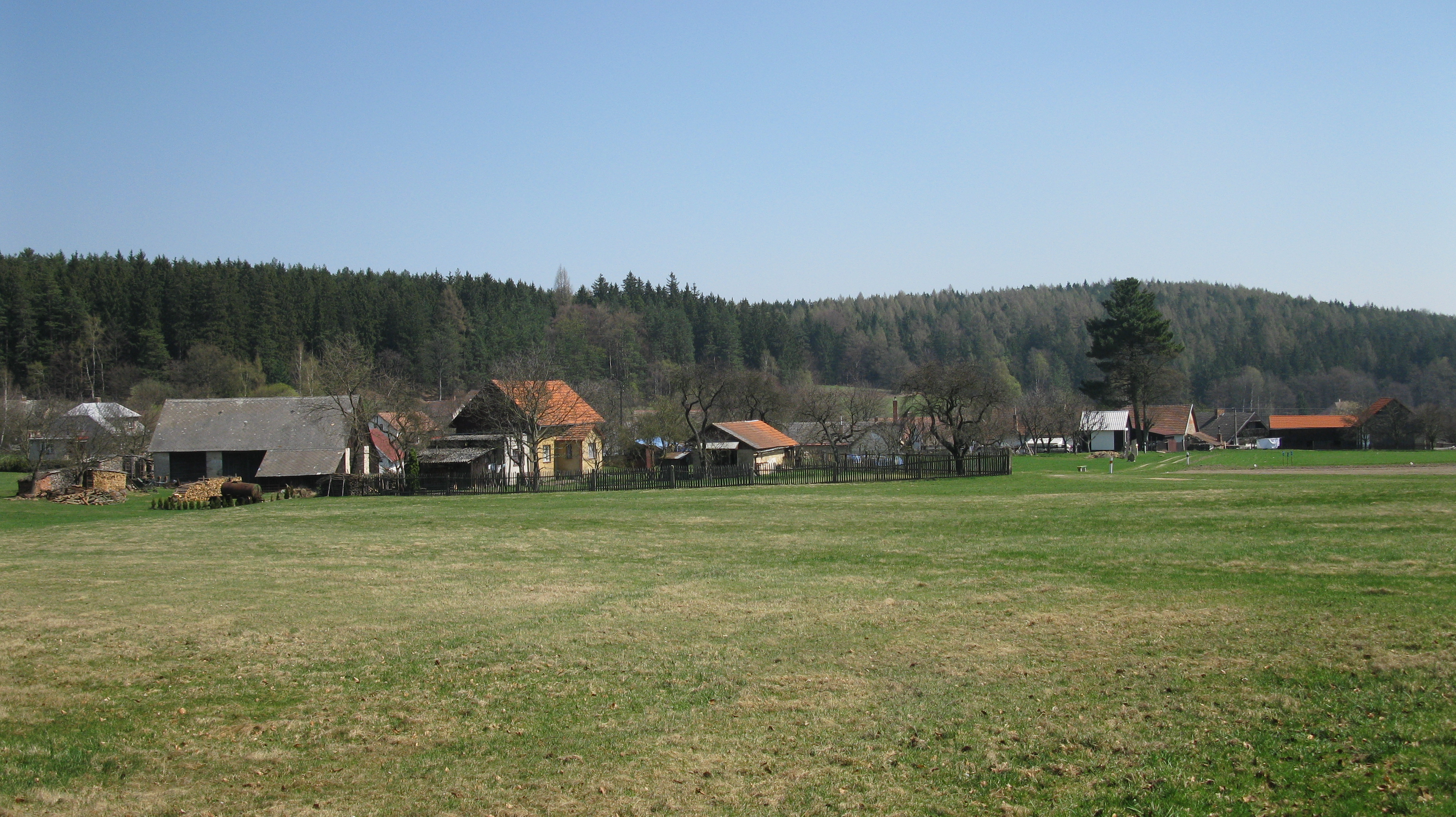
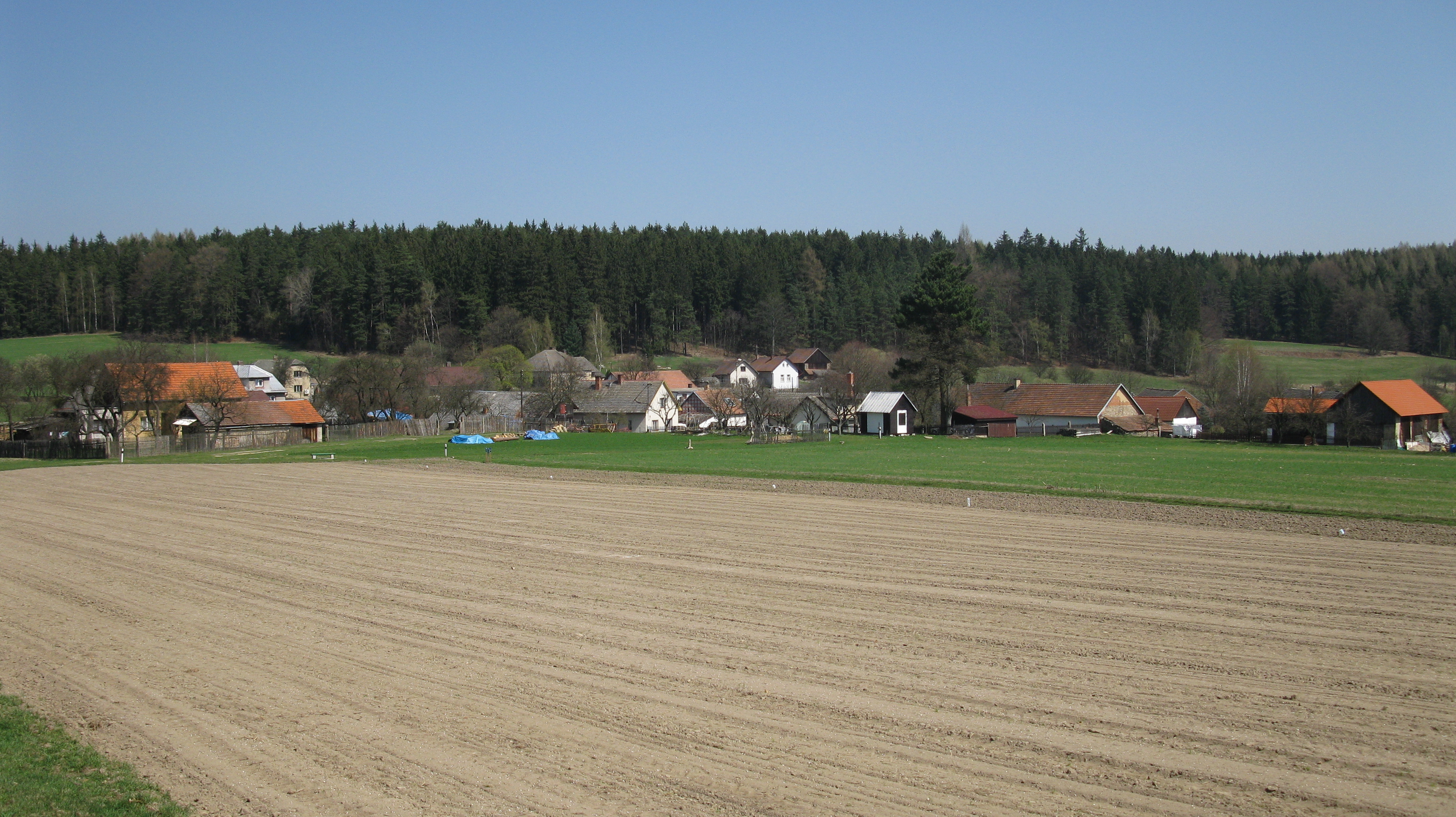
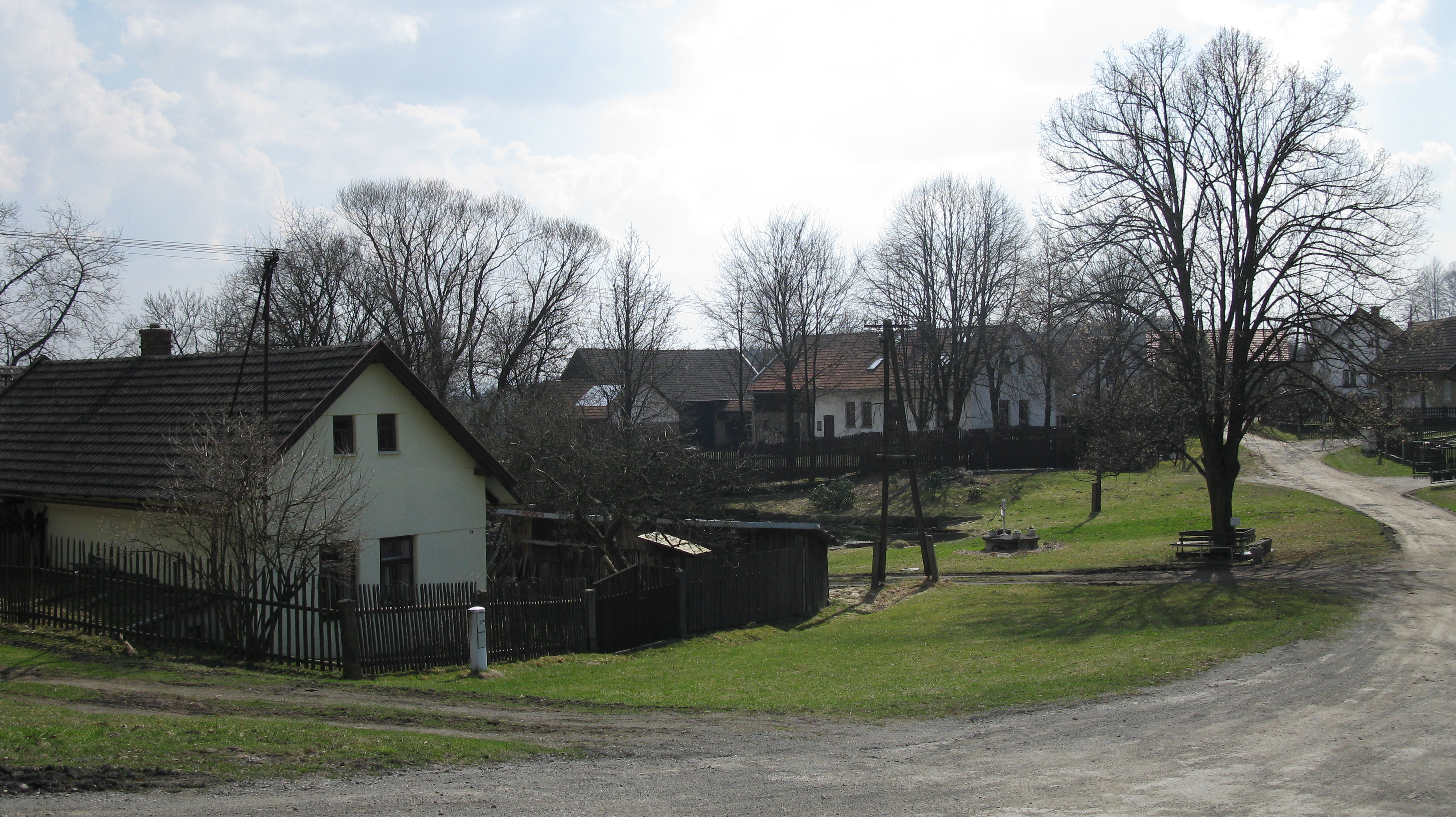
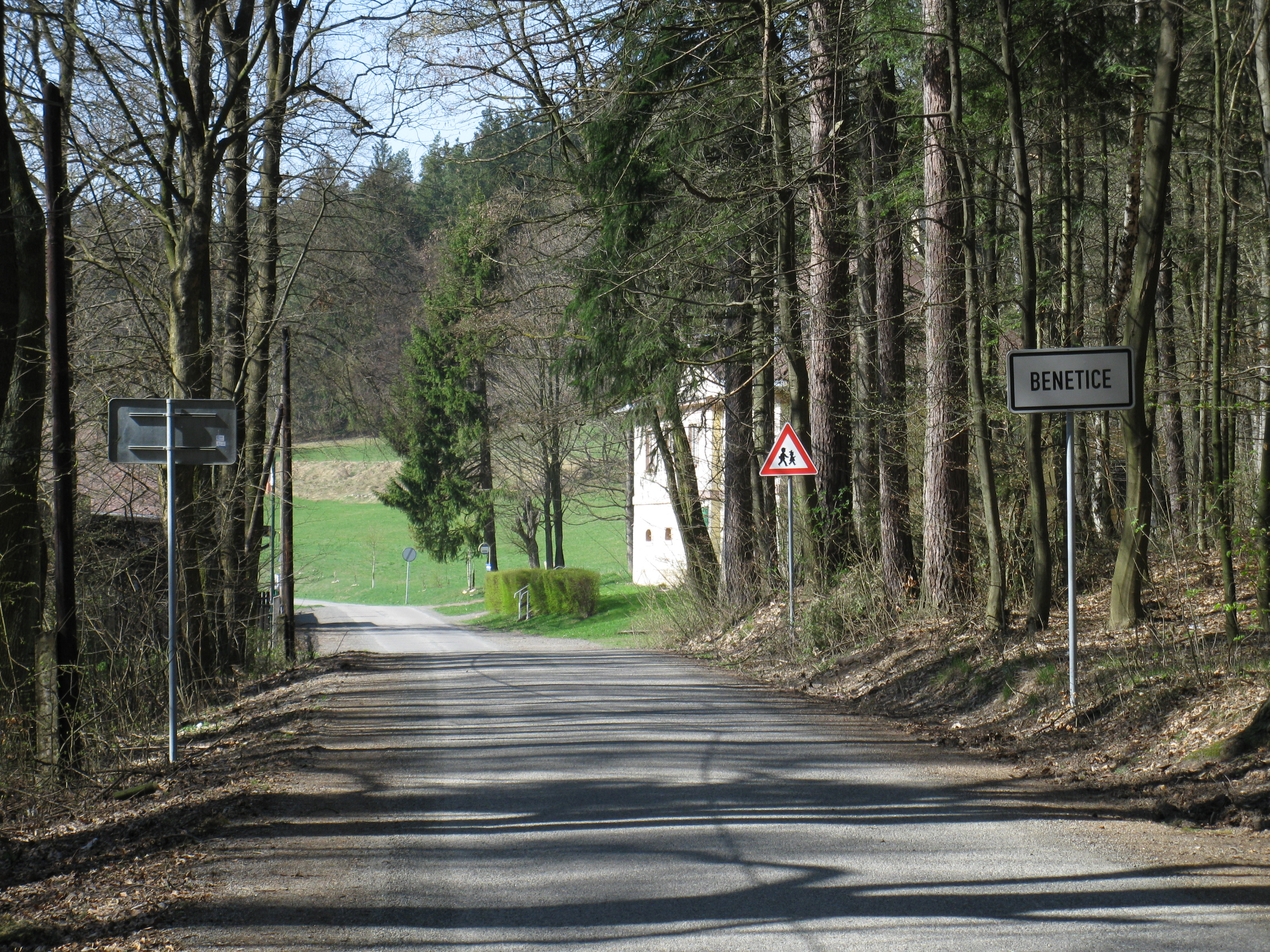
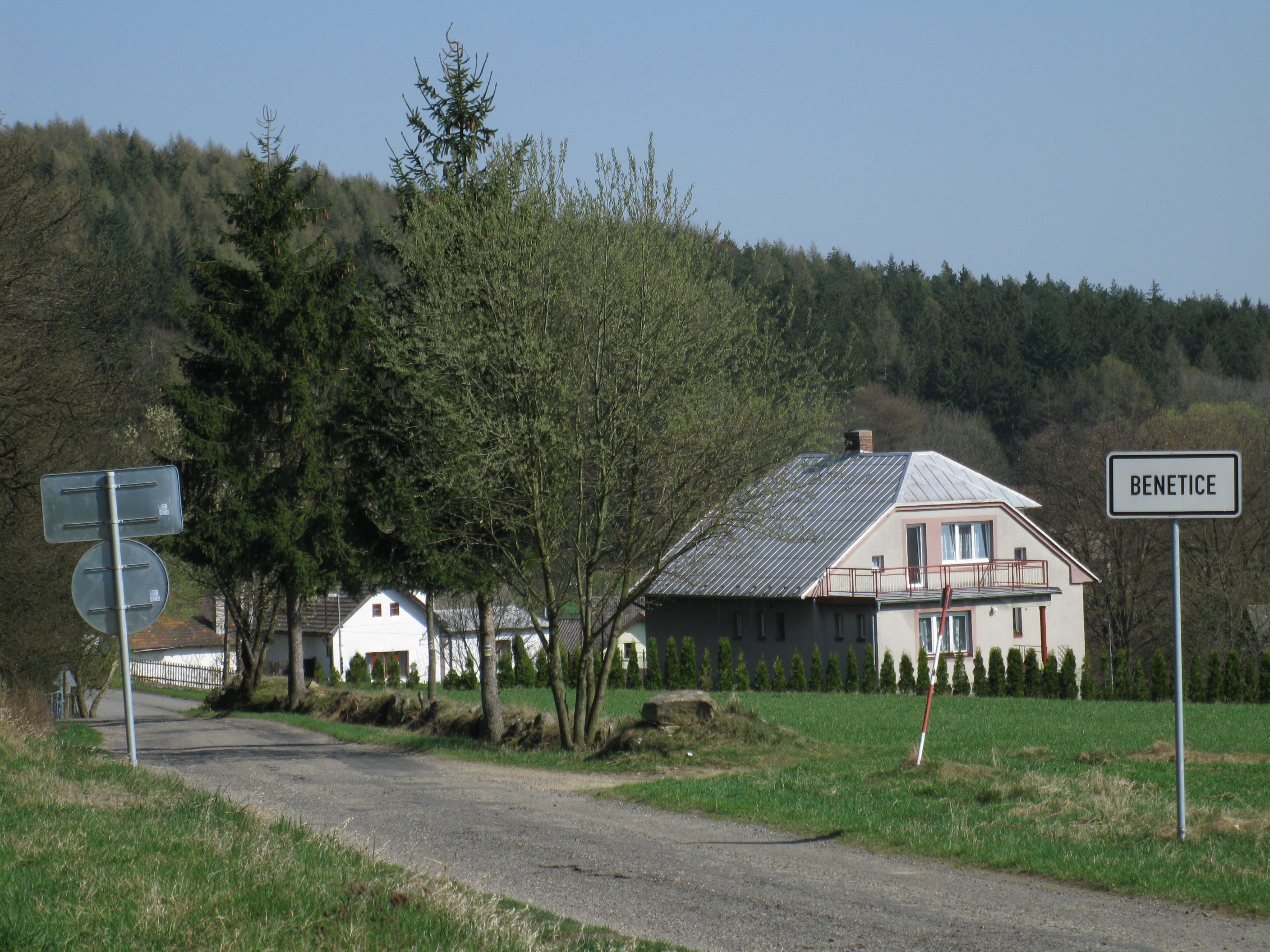
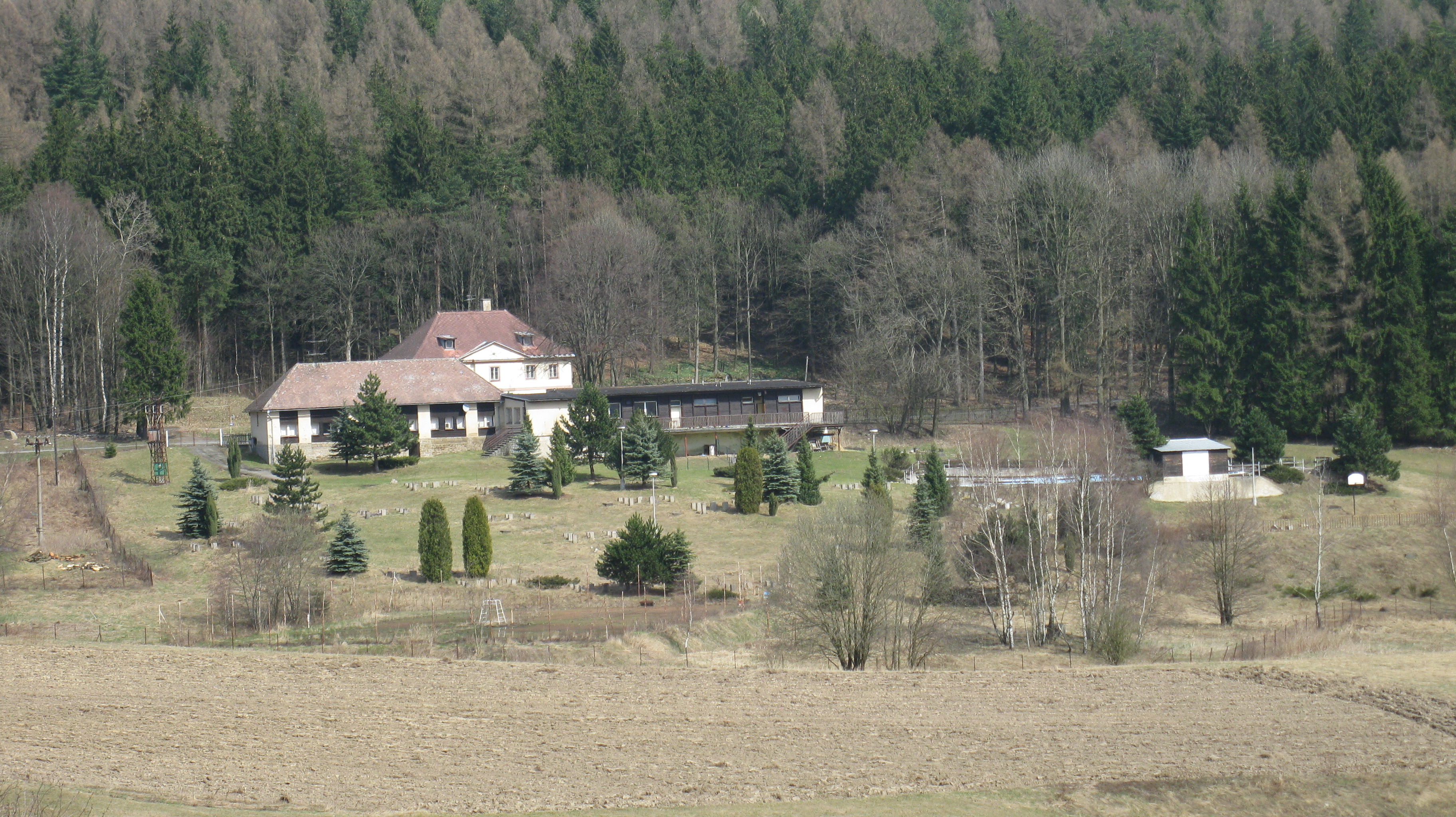
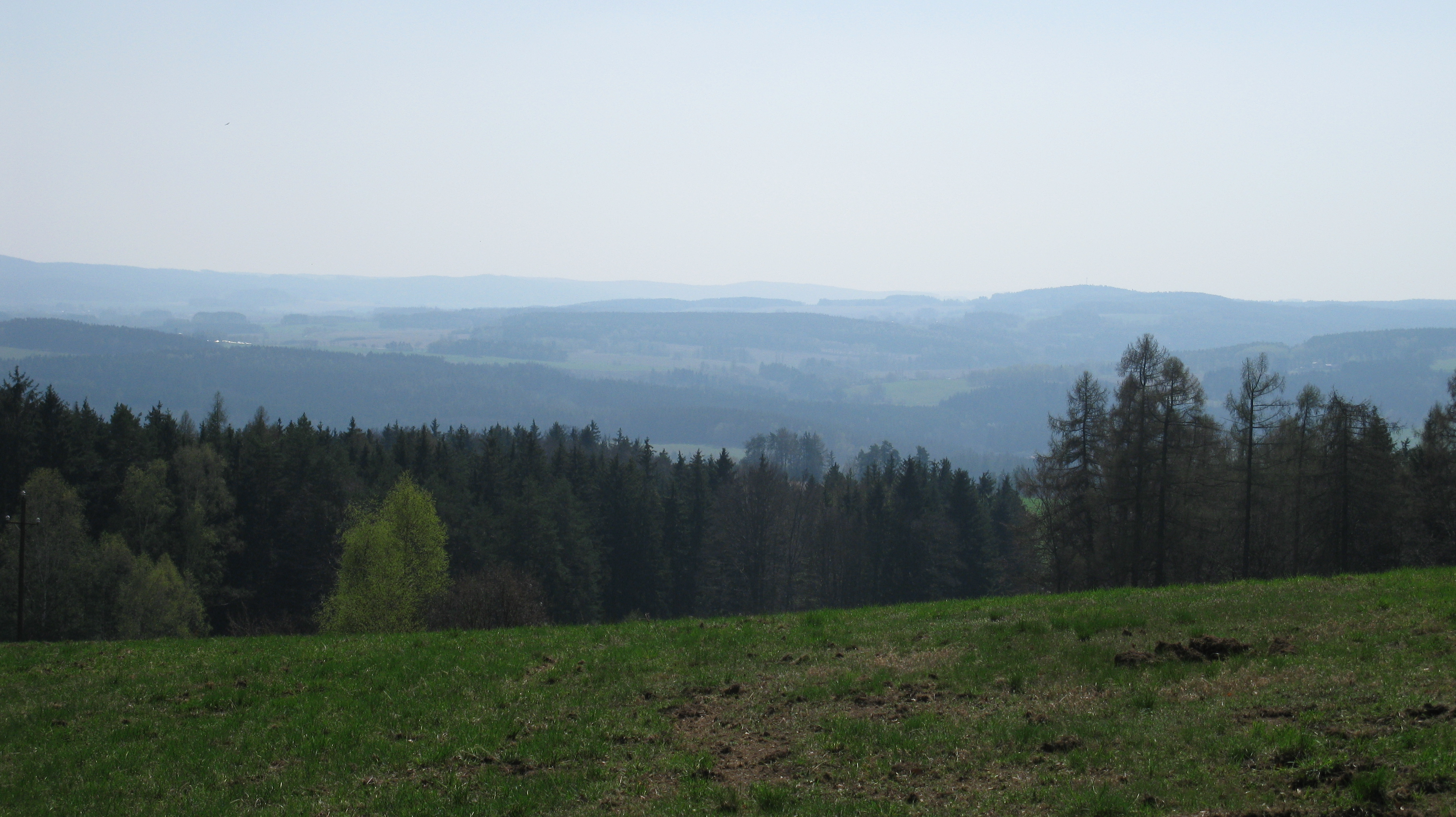